# Baanstpolder
De Baanstpolder is een polder, gelegen direct ten oosten van Nieuwvliet-Bad. Ze behoort tot de Catspolders.
De polder werd oorspronkelijk bedijkt in 1448 door Guy I de Baenst. Gedurende de 16e eeuw moest de helft van de polder aan de zee worden prijsgegeven. Het overige deel verdween ten gevolge van de inundatie van 1583.
In 1611 werd een deel van 60 ha van deze polder weer herdijkt. Ze grenst over een lengte van 600 m aan de Wielingen, waar een zware zeedijk ligt.
Het noordelijk deel van de polder wordt tegenwoordig ingenomen door recreatievoorzieningen, zoals een camping en een manege. In 2011 werden er nog een aantal recreatiewoningen gebouwd. Ook werd een deel van de polder tot nieuw natuurgebied ingericht.
De polder wordt begrensd door de Baanstpoldersedijk, de Zeeweg, de Nooddijk en de Sint Bavodijk.